# Le Grand (Iowa)
Pour les articles homonymes, voir Legrand.
Le Grand est une ville des comtés de Marshall et Tama, en Iowa, aux États-Unis. Elle est fondée en 1852 et incorporée en 1891.

## Source de la traduction
- (en) Cet article est partiellement ou en totalité issu de l’article de Wikipédia en anglais intitulé « Le Grand, Iowa » (voir la liste des auteurs).